# جان أكوستا سواريس
جان أكوستا سواريس (بالبرتغالية: Jean Acosta Soares‏) (27 يناير 1992 بالبرازيل - ) هو لاعب كرة قدم برازيلي في مركز الوسط. لعب مع بيرسخوت إيه سي وClube Esportivo Bento Gonçalves ‏ وAssociação Nova Prata de Esportes Cultura e Lazer ‏ وSão Gabriel Futebol Clube ‏.

## وصلات خارجية
- جان أكوستا سواريس على موقع قاعدة بيانات كرة القدم.إي يو (الإنجليزية)